# Tataupatinamoe
De tataupatinamoe (Crypturellus tataupa) is een vogel uit de familie tinamoes (Tinamidae). De wetenschappelijke naam van de soort is voor het eerst geldig gepubliceerd in 1815 door Temminck.

## Beschrijving
De tataupatinamoe wordt ongeveer 25 cm groot. De rug en kruin zijn donkerbruin, en de keel grijs. De buik is vaalgeel, de poten paarsrood.

## Voedsel
De tataupatinamoe eet vooral vruchten van de grond en van lage struiken, maar ook bloemen, bladeren, wortels, zaden en ongewervelden.

## Voortplanting
Polygynandrie: vrouwtjes paren met verschillende mannetjes, mannetjes paren met verschillende vrouwtjes; zodat de eieren uit één nest van wel vier vrouwtjes afkomstig zijn. Het vrouwtje legt de eieren in een nest in dicht struikgewas. Het mannetje broedt de eieren uit en voedt de jongen op. De jongen zijn na 2-3 weken volwassen.

## Voorkomen
De soort komt voor in het oosten, zuidoosten en midden-zuiden van Zuid-Amerika en telt vier ondersoorten:
- C. t. inops: zuidwestelijk Ecuador en noordwestelijk Peru.
- C. t. lepidotus: noordoostelijk Brazilië.
- C. t. peruvianus: centraal Peru.
- C. t. tataupa: van noordelijk en oostelijk Bolivia tot zuidelijk Brazilië, Paraguay en noordelijk Argentinië.

## Beschermingsstatus
Op de Rode Lijst van de IUCN heeft de soort de status niet bedreigd.